# Цар Лев
«Цар Лев» — українська народна казка, яка алегорично відображає суспільні цінності, моральні дилеми та конфлікти в людському співжитті. Через образи тварин казка передає важливі уроки про владу, чесність, інтриги та справедливість.

## Типологія
Згідно класифікації Володимира Проппа казку «Цар Лев» можна віднести до «казок про випробування» або «казок про суперництво» .
Відповідно до класифікації Антті Аарне, вдосконаленої Томпсоном та Утером (система Аарне-Томпсон-Утер, ATU), казка «Цар Лев» може бути віднесена до наступних типів: ATU 552 «Тварина як правитель», ATU 51 – «Суперництво між тваринами», ATU 104 – «Обман у змаганнях» .

## Тема та ідея
Головна тема казки — вибір лідера. Це завдання у творі постає як складний процес, у якому беруть участь різні персонажі зі своїми сильними й слабкими сторонами.
Основна ідея казки — застереження від необачного вибору лідера та викриття хитрощів, маніпуляцій і зради. Через образи звірів піднімаються питання чесності, мудрості та відповідальності, що є ключовими для будь-якого суспільства.

## Образи персонажів
У казці кожен персонаж уособлює певні риси характеру та керується шаблонними моделями поведінки, притаманними тільки йому й визначеними певними ментальними особливостями. Особливо чітко це видно на персонажах-звірях :
1. Лев — символ хоробрості та сили, проте у казці він виявляє гордовитість і хитрість. Його перемога не є результатом справедливості чи сили, а наслідком обману й інтриг, що викриває негативний бік його натури.
2. Слон — уособлення сили, чесності та спокою. Слон виступає гідним кандидатом, однак стає жертвою інтриг лева і лисиці, що показує вразливість доброчесності перед підступністю.
3. Лисиця — архетип хитрощів і маніпуляцій. Її дії є вирішальними у казці, адже саме вона придумує план, що допомагає леву отримати владу.
4. Зебра, сова, їжак, ведмідь та інші — уособлюють колективний розум і різні точки зору. Вони прагнуть справедливості, але легко піддаються впливу хитрощів.

## Конфлікт і сюжет
Казка має декілька рівнів конфлікту :
1. Внутрішній конфлікт — боротьба за владу між левом і слоном.
2. Колективний конфлікт — суперечки звірів щодо критеріїв вибору лідера.

Сюжет будується на спробах вирішити конфлікт за допомогою різних методів: голосування, змагань із бігу та сили.
У казці «Цар Лев» звірі збираються на нараду, щоб обрати собі царя. Вони сперечаються, який правитель їм потрібен — сильний і сміливий чи мудрий і чесний. Слон пропонує свою кандидатуру, адже має велику силу, але лев заперечує, вважаючи себе найкращим через спритність і вроду. Звірі вирішують голосувати, кидаючи жолуді за лева і ліщину за слона, але голосів виявляється порівну. Тоді пропонують змагання: помірятися силою. Лисиця, що підтримує лева, вигадує хитрий план — вночі перегризти дерево, на яке сперся сплячий слон. Лев із лисицею залучають мишей та ведмедя, і дерево падає разом зі слоном. На ранок звірі бачать лежачого слона та радісного лева й проголошують його царем. Обман залишається нерозкритим, і налякані звірі змирюються з вибором .

## Композиція
Казка має традиційну композиційну структуру:
1. Зачин — звірі збираються для вибору царя, окреслюються їхні критерії та очікування.
2. Розвиток подій — дискусії, голосування та підготовка до змагань.
3. Кульмінація — інтрига лисиці та падіння слона.
4. Розв’язка — визнання лева царем через обман.

## Мораль
Казка вчить важливим урокам:
- Лідер повинен поєднувати силу, чесність, мудрість і справедливість.
- Маніпуляції та хитрощі можуть принести тимчасовий успіх, але руйнують довіру.
- Колективна думка може бути впливовою, проте потребує критичного підходу.

## Символіка
У казці більшість персонажів та подій мають символічний підтекст :
1. Лев і слон — символи двох підходів до влади: агресивної самопрезентації та скромної гідності.
2. Лисиця — символ інтриг і маніпуляцій, які можуть зруйнувати справедливість.
3. Голосування горіхами — символ намагання звірів досягти демократичного вибору, який не завжди є успішним через зовнішні впливи.

## Схожі казки
- Білоруська народна казка «Про царя-звіра»
- Індійська народна казка «Мавпа та лев»
- Російська народна казка «Суд звірів»
- Африканська народна казка «Слон і черепаха»
- Арабська народна казка «Вибори царя серед птахів»
- Скандинавська народна казка «Лис і ведмідь»
- Африканська казка народу масаї «Чому лев став царем?»